# کوژسنگ

لاکولیت بر اثر نفوذ ماگما به داخل لایه‌های رسوبی و تغییر شکل آن‌ها ایجاد می‌شود

بخش‌های یک توده نفوذی ماگما:
۱. کوژسنگ (لاکولیت)
۲. آذرین‌تیغه کوچک
۳. ژرف‌سنگ (باتولیت)
۴. آذرین‌تیغه (دایک)
۵. آذرین‌لایه (سیل)
۶. تنوره آتشفشانی (پایپ)
۷. کاوسنگ (لوپولیت)

کوژسنگ یا لاکولیت (به انگلیسی: Laccolith) به توده وسیعی از سنگ‌های آذرین درونی گفته می‌شود که بر اثر نفوذ ماگما به داخل لایه‌های رسوبی تشکیل می‌شود. لایه‌های رسوبی بر اثر نفوذ این مواد خمیدگی پیدا می‌کند و ناهمواری‌هایی در آنها به‌وجود می‌آید ولی مواد از آن خارج نمی‌شود و به سطح زمین نمی‌رسند.
کوژسنگ تودهٔ نفوذی آذرین همساز با لایه‌بندی و دارای کف تخت مشخص و سقف گنبدی‌شکل است که در نقشه به‌صورت دایره دیده می‌شود؛ قطر این توده کمتر از ۸ کیلومتر است و ضخامت آن از چند متر تا چندصد متر تغییر می‌کند.
برای پیدایش کوژسنگ، ماگما باید غلیظ باشد. بهترین لاکولیت‌ها آنهایی هستند که لایه‌های رسوبی را به شکل گنبدی بالا می‌آورند. برخی از شعبات ماگمای نفوذی در داخل لایه‌های رسوبی ابعاد کمتری دارند که به نام سیل (آذرین‌لایه) و دایک (آذرین‌تیغه) نامیده می‌شوند. لاکولیت نسبت به باتولیت (ژرف‌سنگ) ابعاد کمتری دارد.
لاکولیت شبیه سیل (آذرین‌لایه) است و برعکس آن‌ها امکان دارد که ماگما از غلظت بیشتری برخوردار باشد. حالت تحدب در لاکولیت بیشتر از سیل است و به شکل گنبدی در می‌آید. پس از نفوذ ماگما در بین دو لایه از سنگ‌های رسوبی، آن را متورم می‌سازد و بیشتر این حالت در محیط‌های نزدیک به سطح زمین ایجاد می‌گردد. چنان‌چه شیب طبقات رویی لاکولیت یکسان باشد آن را متقارن و در غیر این حالت لاکولیت را نامتقارن می‌نامند.